# سید محمود کاشانی
سید محمود مصطفوی کاشانی (زاده ۱۳۲۱ در تهران)، فرزند سید ابوالقاسم کاشانی و برادر بزرگتر سید احمد کاشانی، فعال سیاسی و حقوق‌دان ایرانی است.

## تحصیلات و تدریس
وی در سال ۱۳۵۰ از دانشکده حقوق دانشگاه تهران دکتری حقوق خصوصی گرفت و از سال ۱۳۵۱ تاکنون عضو هیئت علمی دانشگاه شهید بهشتی است.

## نظرات محمود کاشانی در خصوص نهضت ملی شدن نفت وکودتای ۲۸ مرداد
وی در کنار تدریس در دانشکده حقوق و انتشار کتب حقوقی بخش عمده ای از تلاش‌های خود را در راستای تدوین تاریخ نهضت ملی ایران و آشکار کردن مداخله بیگانگان در شکست نهضت ملی ایران به کار برد. او در مقاله ای در کنفرانسی که در دانشگاه آکسفورد در تاریخ ۸ تا ۱۰ جون سال ۲۰۰۲ میلادی برابر ۱۸ تا ۲۰ خرداد ۱۳۸۱، این ادعا را مطرح ساخت که علیه دولت مصدق را در مرداد ماه ۱۳۳۲ کودتا نشده و این ماجرا برنامه‌ریزی پیچیده انگلستان برای انتقال قدرت نخست‌وزیری از سوی مصدق به زاهدی بوده است. مقاله او در این کنفرانس با تفصیل بیشتری در فصل نامه «سیاست» مجله دانشکده حقوق و علوم سیاسی دانشگاه تهران در شماره بهار ۱۳۸۶ در ۶۴ صفحه به چاپ رسید.

## حزب جمهوری اسلامی
سید محمود کاشانی عضو مؤسس شورای مرکزی حزب جمهوری اسلامی از سال ۱۳۵۷ تا ۱۳۵۹ بوده است. پس از پیروزی انقلاب اسلامی، در ۲۹ اسفند ۱۳۵۷ حزب جمهوری اسلامی اعلام موجودیت کرد. بنیان‌گذاران آن روحانیونی چون محمد حسینی بهشتی، عبدالکریم موسوی اردبیلی، اکبر هاشمی رفسنجانی، سید علی خامنه‌ای و محمد جواد باهنر بودند. پنج تن یادشده به همراه سید محمود کاشانی و سید حسن آیت از اعضای شورای مرکزی اولیهٔ حزب جمهوری اسلامی بودند. حادثهٔ انفجار در دفتر حزب جمهوری اسلامی در ۷ تیر ۱۳۶۰، منجر به کشته شدن تعداد زیادی از اعضای اصلی این حزب شد. دبیرکل حزب جمهوری اسلامی، محمد بهشتی بود که در این حادثه به همراه ده‌ها تن از اعضای این حزب ترور شد.

## دیوان داوری دعاوی ایران و آمریکا
محمود کاشانی داور ارشد جمهوری اسلامی ایران در دیوان داوری ایران و ایالات متحده آمریکا، برای حل و فصل دعاوی میان دو دولت و اتباع آمریکا علیه ایران در سال‌های ۱۳۵۹ تا پایان ۱۳۶۳ در لاهه- هلند بوده است.

## انتخابات ریاست جمهوری سال ۱۳۶۴

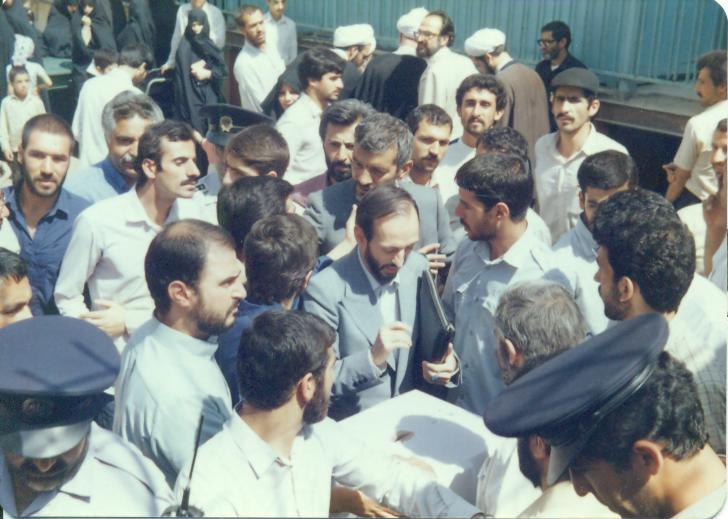
کاشانی در انتخابات سال ۱۳۶۴

وی نامزد مستقل انتخابات ریاست جمهوری در سال ۱۳۶۴ بود که در رقابت با سید علی خامنه‌ای و حبیب‌الله عسگر اولادی با کسب یک میلیون و ۳۹۷ هزار و ۵۴۸ رای، در رده دوم قرار گرفت.

## انتخابات ریاست جمهوری سال ۱۳۸۰

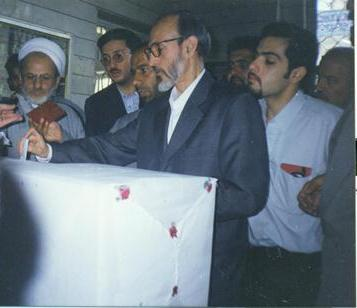
کاشانی در حین رای دادن در انتخابات سال ۱۳۸۰

محمود کاشانی یک بار دیگر و این بار در سال ۱۳۸۰ برای نامزدی انتخابات ریاست جمهوری اقدام نمود و در نهایت با کسب حدود دویست و پنجاه هزار رأی در رتبه پنجم قرار گرفت.

## کانون وکلای دادگستری مرکز
او چهار دوره عضویت در هیئت مدیره کانون وکلای دادگستری مرکزی از سال‌های ۱۳۷۸ تا ۱۳۸۲ و از سال ۱۳۸۶ تا ۱۳۹۰ را بر عهده داشته است و از آنجایی که افراد نمی‌توانند سه دوره پشت سر هم عضو هیئت رئیسه باشند، وی بین سال‌های ۸۲ تا ۸۶ و ۹۰ به بعد این مسئولیت را نداشته است.
محمود کاشانی در دوران عضویت خود در کانون وکلا، پیشگام اعتراضات وکلای دادگستری نسبت به اجرای ماده ۱۸۷ قانون برنامه پنج ساله سوم توسعه و دادن اختیار صدور پروانه مشاور حقوقی از سوی رئیس قوه قضاییه بود. در سال ۱۳۷۸ خورشیدی دولت سید محمد خاتمی با گنجاندن ماده ۱۸۷ در لایحه برنامه توسعه تقدیمی به مجلس استقلال کانون وکلای دادگستری را در معرض خطر قرار داد. با تصویب این ماده قوه قضاییه صلاحیت صدور پروانه وکالت و مشاوره را برای یک دوره پنج ساله به دست آورد.
نگارش نامه‌ها و مقالات بسیار توسط محمود کاشانی منجر به شکایت معاون قضاییه از وی و پیگرد قضایی به اتهام توهین و نشر اکاذیب شد. محمود کاشانی در دفاع از خود اظهار داشت: «یک دعوای واهی، علیه من طرح شده است. مجدداً اعلام می‌کنم کسانی که می‌خواهند پروانه وکالت بگیرند باید تخصص لازم را داشته باشند. این اشخاصی که به دنبال اجرای ماده ۱۸۷ پذیرش می‌شوند، شروط علمی مورد نظر حرفه وکالت را ندارند. من به عنوان یک استاد دانشگاه حق دارم که نسبت به این موضوع که با جان و مال و ناموس مردم در ارتباط مستقیم است انتقاد کرده و نظر دهم.» وکیل مدافع کاشانی، آقای دکتر رضا نوربها، استاد حقوق کیفری دانشکده حقوق دانشگاه بهشتی نیز در دفاع از موکل خود اظهار داشت: «توهین و نشر اکاذیب شرایطی دارد، مگر اذهان عمومی حوض آب است که با افتادن یک شن در آن، مشوش شود؟ مگر جامعه با هر چیزی مشوش می‌شود تا بتوان با هر بهانه‌ای آزادی قلم را محدود کرد.»
با وجود رای به محکومیت محمود کاشانی در مرحله بدوی، دادگاه تجدید نظر او را از اتهامات وارده تبرئه کرد. لوایح حقوقی و احکام صادر شده در این پرونده در شماره‌های سالهای ۱۳۸۳ و ۱۳۸۴ مجله کانون وکلای دادگستری انتشار یافتند.

## دروس دانشگاهی
کاشانی به تدریس در رشته‌های حقوق مدنی، حقوق مدنی تطبیقی و داوری بین‌المللی مشغول است.

## تالیفات
وی هشت جلد کتب حقوقی و تاریخ معاصر ایران را به تألیف درآورده است که عبارتند از:
۱- نظریه تقلب نسبت به قانون
۲- عقد بیع
۳–۲۴ نظر حقوقی به زبان انگلیسی، گزارش‌های دیوان داوری ایران – ایالات متحد
۴- اندیشه‌هایی درحقوق امروز
۵- ضمانت نامه بانکی
۶- استانداردهای جهانی دادگستری، نقد قانون دادگاه‌های عمومی و انقلاب
۷- آیت‌الله سید ابوالقاسم کاشانی به روایت اسناد و خاطرات
۸- حقوق مدنی، قراردادهای ویژه
۹- تاریخ مختصر نهضت ملی ایران.

## مقالات
تاکنون ۳۶ مقاله از او به چاپ رسیده که از جمله آن‌ها می‌توان به موارد زیر اشاره کرد:
انحلال مجلس هفدهم، محور توطئه مرداد ۱۳۳۲
مبانی حقوقی و مقررات بهره و زیان دیرکرد
اصل تفکیک قوا، بررسی لایحه حدود اختیارات رئیس‌جمهور
نارسایی‌های حقوقی بانکداری در ایران
بررسی حقوقی قطعنامه ۴ فوریه ۲۰۰۶ شورای حکام آژانس جهانی انرژی هسته‌ای و بیانیه شورای امنیت در پرونده هسته‌ای ایران
بررسی حقوقی لایحه شورای حل اختلاف و نهاد قاضی تحکیم
مداخله انگلستان و آمریکا برای براندازی نهضت ملی ایران
خصوصی‌سازی و حکومت قانون در نقد سیاست‌های کلی اصل ۴۴ که از سوی مجمع تشخصی مصلحت تدوین و در مجلس تصویب گردید